# شوسنی
شوسنی، روستایی از توابع بخش رستم شهرستان ممسنی در استان فارس ایران است.این روستا در ۱۲ کیلومتری شمال نوراباد ممسنی در کنار جاده اصلی نوراباد به مصیری واقع شده است.
نام شوسنی در اصل شوسینی برگرفته از نام سردار اشکانی (شوسین) بوده که به مرور زمان به شوسنی تغییر نام داده است.

## جمعیت
این روستا در دهستان رستم یک قرار دارد و براساس سرشماری مرکز آمار ایران در سال ۱۳۸۵، جمعیت آن ۱٬۱۷۲ نفر (۲۸۳خانوار) بوده‌است.
وجه تسمیه این روستا از شاحسنی گرفته شده‌است که نام یک امام زاده می‌باشد که در مرکز این روستا واقع شده است،با نام امام زاده شاه ابوالحسن.گویش مردم این روستا لری ممسنی می‌باشد.
این روستا در کنار کوه سیاه واقع شده که در بهار جلوه‌ای زیبا در این ناحیه ایجاد می‌کند از آثار کهن این روستا یک آسیاب ابی است که متعلق به خاندان قیصری می‌باشد که نوادگان آن‌ها هنوز در این روستا ساکن هستند این اسیاب در حال حاضر تخریب شده و اثار کمی از ان باقی‌مانده‌است. همینطور یک اتشکده در کوه همجوار آن قرار دارد که در اصطلاح محلی به آن تشگه میگویند.